# Alaska Aces
Alaska Aces byl profesionální americký klub ledního hokeje, který sídlil v Anchorage na Aljašce. V letech 2003–2017 působil v profesionální soutěži East Coast Hockey League. Aces ve své poslední sezóně v ECHL skončily v základní části. Své domácí zápasy odehrával v hale Sullivan Arena s kapacitou 6 290 diváků. Klubové barvy byly černá, polární modř, zelená, stříbrná a bílá.
Zanikl v roce 2017 přestěhováním do Portlandu v Maine, kde byl založen tým Maine Mariners.

## Historie

### Vznik
Dennis Sorenson založil hokejový tým mužů v Anchorage, který byl pojmenován Anchorage Aces a tým soutěžil a dalším místním týmem Fairbanks Gold Kings. V sezóně 1989/90 hráli Aces 4 neoficiální zápasy. V sezóně 1990/91 vedl Keith Street tým Aces ve 22 zápasech většinou proti týmům pod organizací USA Hockey. V roce 1991 Aces vyhráli turnaj Senior Open Men's Championship.

### Pacific Northwest Hockey League
Aces se připojili k lize Pacific Northwest Hockey League před sezónou 1991/92 a šest svých zápasů sehráli v Sullivan Areně v Anchorage a osm zápasů v Central Peninsula Sports Centru v Soldotně. Aces skončili v lize PNHL druzí. V sezóně 1992-93 přišel do týmu nový trenér Mike Ashley a ten přivedl tým k výsledkům 19-0-3 v základní části soutěže. Po následném turnaji skončili na druhém místě. Po sezóně Ashley odstoupil. Před sezónou 1993/94 převzal tým trenér Steve Gasparini a ten tým dovedl k výsledkům 22-1-9 v základní části. Celkově byli opět druzí.

### West Coast Hockey League (WCHL)
Po neúspěšném pokusu o založení nové ligy Pacific Rim Hockey League se Aces připojili k nové lize West Coast Hockey League před sezónou 1995-96 a hráli v ní do roku 2003. Po sezóně 1995/96 se stal jediným majitelem Aces Mike Cusack Jr.. V sezóně 1996/97 původně Aces neměli do playoff postoupit, ale po kontumovaném zápase Fresna Falcons, kteří porušili závazná pravidla ligy, se Aces do playoff nominovali. V sezóně 2000/01 přišel do týmu nový asistent trenéra Stirling Wright, který do týmu přivedl bývalé hráče NHL: brankáře Vincenta Riendeaua a křídelního útočníka Kevina Browna. Před sezónou 2001/02 byl Wright povýšen na místo generálního manažera a Wright poté zaměstnal na pozici hlavního trenéra bývalého hráče a trenéra NHL Butche Goringa a prodloužil smlouvu pouhým čtyřem hráčům z poslední sezóny. Aces podepsali smlouvu s pěti dalšími bývalými hráči NHL: obráncem Jimem Paekem, brankářem Scottem Baileym, křídelními útočníky Toddem Harkinsem a Danielem Goneauem a středním útočníkem Claytonem Beddoesem. Clayton Beddoes ukončil vrcholovou kariéru jen pár zápasů po začátku sezóny, kvůli zranění ramene. Aces začali s reklamní kampaní nazvanou "Garantujeme vítěznou noc", což znamenalo, že pokud tým prohrál, tak bylo fanouškům vráceno vstupné. Po nepodařené první části sezóny vyhodil z týmu majitel Mike Cusack hlavního trenéra Goringa a viceprezidenta pro finanční operace Lou Corletta. Generální manažer Wright poté jako nesouhlas podal rezignaci. Po Wrightově odchodu následovalo několik porážek klubu a začal masový odchod hráčů. Klub sám o sobě byl ziskový, ale ostatní Cusackovi podniky měli finanční problémy. V květnu 2002 vyhlásil Cusack a jeho firmy včetně hotelu v Anchorage a tým Anchorage Aces bankrot a byl vyhlášen konkurz. V červnu 2002 byl klub poskytnut k prodeji na internetové burze eBay. Cusack přijal nabídku Duncana Harrisona, což byl vlastník aljašské automobilové distribuční společnosti v Anchorage, ale konkurzní soudce prodej zrušil a prodal tým v konkurzu sedmičlenné skupině vedené Terry Parksem a Danem Coffeym.

### ECHL
Aces se připojili k lize ECHL před sezónou 2003/04 po fúzi lig West Coast Hockey League a East Coast Hockey League. Tým byl přejmenován na Alaska Aces a bylo představeno nové logo a nové dresy. Tým si získal pozornost v roce 2004, když podepsal smlouvu s hráčem NHL (která byla kvůli výluce na sezónu vynechána) Scottem Gomezem. V roce 2005 podepsali Aces spolupráci s týmem NHL St. Louis Blues a s týmem AHL Peoria Rivermen. V roce 2006 se Aces stali teprve druhým týmem historie, který dokázal v jedné sezóně vyhrát Brabham Cup i Kelly Cup, což se jim podařilo i v sezóně 2010/11.

## Úspěchy
- Vítěz ECHL ( 3× )
  - 2005/06, 2010/11, 2013/14

## Přehled ligové účasti
Zdroj:
- 1995–1997: West Coast Hockey League
- 1997–2002: West Coast Hockey League (Severní divize)
- 2002–2003: West Coast Hockey League
- 2003–2004: East Coast Hockey League (Pacifická divize)
- 2004–2010: East Coast Hockey League (Západní divize)
- 2010–2014: East Coast Hockey League (Horská divize)
- 2014–2015: East Coast Hockey League (Pacifická divize)
- 2015–2016: East Coast Hockey League (Západní divize)
- 2016–2017: East Coast Hockey League (Horská divize)

## Hráči NHL nastoupivší za Aces
- Vincent Riendeau
- Brandon Dubinsky
- Kimbi Daniels
- B.J. Young
- Scott Gomez
- Barrett Heisten
- Wade Brookbank
- Matt Underhill
- Doug Lynch
- Derek Gustafson
- Chris Beckford-Tseu
- D. J. King
- Marek Schwarz
- Ian Stormonot
- Ty Jones